# Barbus parawaldroni
Barbus parawaldroni és una espècie de peix cipriniforme de la família dels ciprínids.

## Morfologia
Els mascles poden assolir els 23 cm de longitud total.

## Distribució geogràfica
Es troba a l'oest de la Costa d'Ivori i a l'est de Libèria.